# Toks Körner
Toks Körner (* 1974 in Ost-Berlin) ist ein deutscher Schauspieler, Autor und Drehbuchautor.

## Leben
Toks Körner wurde als Sohn einer Ost-Berlinerin und eines Nigerianers in Berlin-Lichtenberg geboren. Seine Eltern hatten sich in Russland kennengelernt, wo beide gemeinsam Medizin studierten. Körner erhielt den Namen Toks, eine Abkürzung des afrikanischen Namens Tokunboh (= „das Kind, das in Europa geboren wurde“). Er wuchs in Berlin und Wuppertal, wohin seine Eltern kurz vor dem Zusammenbruch der DDR, gezogen waren, auf. Sein Vater kehrte später nach Nigeria zurück, wo er als Arzt praktizierte.
Toks Körner schloss die Schule mit dem Abitur ab. Körners Entscheidung für den Schauspielerberuf fiel erst relativ spät. Im Alter von 24 Jahren stand er erstmals auf einer Theaterbühne. Bei einer freien Theatergruppe in Wuppertal spielte er in Ionescus Theaterstück Die kahle Sängerin mit. Seine Schauspielausbildung absolvierte er von 1998 bis 2002 an der Folkwang Universität der Künste in Essen und an der Neighborhood Playhouse School of the Theatre in New York City. Körner wirkte anschließend als freier Schauspieler in zahlreichen Theaterproduktionen an Staats- und Stadttheatern, unter anderen am Theater Bremen, in Köln, Bonn, Osnabrück, und in der freien Szene mit.
Im Herbst 2006 und im Herbst 2007 spielte er den Romeo in einer Tournee-Produktion der Theatergastspiele Kempf mit Stephanie Kellner als Partnerin. In der Spielzeit 2008/09 gastierte er am Hans Otto Theater in Potsdam als Shakespeares Othello. Weitere Theaterengagements hatte er u. a. an der Volksbühne Berlin (in der Spielzeit 2009/10 als „symbolträchtiger“, stummer Mulatte Abad in Quai West von Bernard-Marie Koltès, Regie: Werner Schroeter, u. a. mit Christoph Letkowski als Partner), am Staatstheater Mainz (Spielzeit 2010/11, in der deutschen Erstaufführung des Theaterstücks Clybourne Park von Bruce Norris), am Flinntheater (ab 2011) und am Ballhaus Naunynstraße (2015) in Berlin.
Toks Körner war anschließend „einer der führenden Protagonisten“ am Vorarlberger Landestheater Bregenz, wo er in mehreren Hauptrollen zu sehen war. In der Spielzeit 2015/16 trat er, gemeinsam mit Markus Subramaniam, am Vorarlberger Landestheater Bregenz in der Uraufführung des Theaterstücks Medusas Floß der Tiroler Theaterautorin Petra Maria Kraxner auf. Außerdem spielte er dort in der Spielzeit 2015/16, an der Seite von Felix von Bredow, den Rosenkrantz in Rosenkrantz und Güldenstern sind tot von Tom Stoppard. In der Spielzeit 2016/17 trat er am Vorarlberger Landestheater als Lionel in einer Freilichtinszenierung der Jungfrau von Orleans auf. In der Spielzeit 2018/19 gastierte er am Theater Regensburg als Flüchtling Alpha in der Uraufführung des Theaterstücks Wer hat Angst vorm weißen Mann von Dominique Lorenz (Regie: Klaus Kusenberg).
Toks Körner stand neben seiner Theaterarbeit in über 20 Kino- und Fernsehproduktionen vor der Kamera. In dem Episodenfilm Ten Minutes Older (2002) spielte er unter der Regie von Volker Schlöndorff an der Seite von Bibiana Beglau. Für das Fernsehen arbeitete er unter anderem mit den Regisseuren Roland Suso Richter, Uwe Janson, Martin Weinhart, Michael Wenning und Helmut Förnbacher zusammen.
In der Sat1-Fernsehserie Klinik am Alex spielte er von 2009 bis 2012 eine durchgehende Serienhauptrolle als katholischer, aus Benin stammender Assistenzarzt Dr. Solomon Mercier. Episodenrollen hatte er auch in den TV-Serien Alarm für Cobra 11 – Die Autobahnpolizei, Lindenstraße, Dr. Sommerfeld – Neues vom Bülowbogen, Ein Fall für zwei (2004, als tatverdächtiger Mandant François César), GSG 9 – Ihr Einsatz ist ihr Leben (2008, als afrikanischer Freiheitskämpfer Ogda Diepreye an der Seite von Kirsten Block und Marc Ben Puch) und Die Pfefferkörner (2013, als Dr. Nyaga). In der 2. Staffel der ZDF-Serie SOKO Potsdam (2019) übernahm er eine Episodenrolle als Einsatzleiter Bruns. In der 2. Staffel der ZDF-Serie Blutige Anfänger (2021) spielte er den tatverdächtigen Manager einer Influencerin.
Von 2011 bis 2015 absolvierte er ein Studium im Fach „Drehbuch“ an der Deutschen Film- und Fernsehakademie Berlin. Seither arbeitet er neben seiner Tätigkeit als Schauspieler hauptsächlich als freischaffender Autor, Drehbuchautor, Script Consultant und Dramaturg für Film, Fernsehen und Theater.
2017 hatte er mit seinem Stück Walking Large, das am Ballhaus Naunynstraße in Berlin uraufgeführt wurde und für den Monica-Bleibtreu-Preis 2018 bei den Privattheatertagen in Hamburg nominiert war, sein Debüt als Theaterautor. Im September 2019 wurde am Ballhaus Naunynstraße sein zweites Bühnenstück, Aesthetics of Colour – Ein Kammerspiel, uraufgeführt. Sein erstes Drehbuch für den Kinospielfilm Borga wurde im Sommer 2018 in Ghana und Deutschland verfilmt. Seit 2017 ist Toks Körner außerdem als Dozent für Schauspiel und Stoffentwicklung an der Deutschen Film- und Fernsehakademie in Berlin tätig.
Toks Körner ist verheiratet, Vater von zwei Töchtern und einem Sohn und lebt mit seiner Familie in Berlin.

## Filmografie (Auswahl)
- 1999: You Are Dead (Kinofilm)
- 2000: Alarm für Cobra 11 – Die Autobahnpolizei: Blinde Liebe (Fernsehserie, eine Folge)
- 2002: Ten Minutes Older (Kinofilm/Episodenfilm)
- 2002: Lindenstraße: Rumba (Fernsehserie, eine Folge)
- 2002: Dr. Sommerfeld – Neues vom Bülowbogen: Einer für alle (Fernsehserie, eine Folge)
- 2003: Mein Mann, mein Leben und du (Fernsehfilm)
- 2004: Ein Fall für zwei: Tod der Arztfrau (Fernsehserie, eine Folge)
- 2004: Baal (Fernsehfilm)
- 2008: GSG 9 – Ihr Einsatz ist ihr Leben (Fernsehserie, zwei Folgen)
- 2009–2012: Klinik am Alex (Fernsehserie, Serienrolle)
- 2013: Unter Verdacht: Türkische Früchtchen (Fernsehreihe)
- 2013: Die Pfefferkörner: Im Seniorenheim (Fernsehserie, eine Folge)
- 2019: SOKO Potsdam: Verlorene Söhne (Fernsehserie, eine Folge)
- 2020: Die Drei von der Müllabfuhr – Mission Zukunft (Fernsehreihe, Drehbuch)
- 2021: Borga
- 2021: Die Drei von der Müllabfuhr – Operation Miethai (Fernsehreihe, Drehbuch)
- 2021: Blutige Anfänger: Fashion Kills (Fernsehserie, eine Folge)
- 2021: Jenseits der Spree: Blutsbande (Fernsehserie, eine Folge)
- 2024: Die Kanzlei: Wo die Liebe hinfällt (Fernsehserie, eine Folge)